# Xiliapa, Hidalgo
Xiliapa är en ort i Mexiko.   Den ligger i kommunen Tepehuacán de Guerrero och delstaten Hidalgo, i den sydöstra delen av landet, 190 km norr om huvudstaden Mexico City. Xiliapa ligger 989 meter över havet och antalet invånare är 161.
Terrängen runt Xiliapa är kuperad åt nordost, men åt sydväst är den bergig. Xiliapa ligger uppe på en höjd. Runt Xiliapa är det ganska glesbefolkat, med 43 invånare per kvadratkilometer. Närmaste större samhälle är Tamazunchale, 18,5 km norr om Xiliapa. I omgivningarna runt Xiliapa växer i huvudsak städsegrön lövskog.